# Blotzheim
Blotzheim là một xã trong tỉnh Haut-Rhin, thuộc vùng Grand Est của nước Pháp, có dân số là 3564 người (thời điểm 1999). Xã nằm về phía tây của Cảng hàng không Basel Mulhouse Freiburg.

## Thông tin nhân khẩu
| 1962  | 1968  | 1975  | 1982  | 1990  | 1999  |
| ----- | ----- | ----- | ----- | ----- | ----- |
| 1.951 | 2.110 | 2.353 | 2.340 | 3.090 | 3.564 |